# Lecharaie
Lecharaie (en georgiano: ლეჭარაიე; en abjasio: Леҷараиа, romanizado: Lecharaia) es una aldea que pertenece a la parcialmente reconocida República de Abjasia, dentro del distrito de Gali, aunque de iure es parte del municipio de Gali de la República Autónoma de Abjasia de Georgia.

## Geografía
Lecharaie está en las estribaciones de Abjasia, en el lado derecho del río Inguri, a 36 km de Gali. Las aldea se administra desde el pueblo de Lekujona. 